# توماس كوندون
توماس كوندون (بالإنجليزية: Thomas Condon)‏ هو جيولوجي أيرلندي، ولد في 1822 في مقاطعة كورك في جمهورية أيرلندا، وتوفي في 1907 في يوجين في الولايات المتحدة بسبب إنفلونزا.